# جمیله بوپاشا

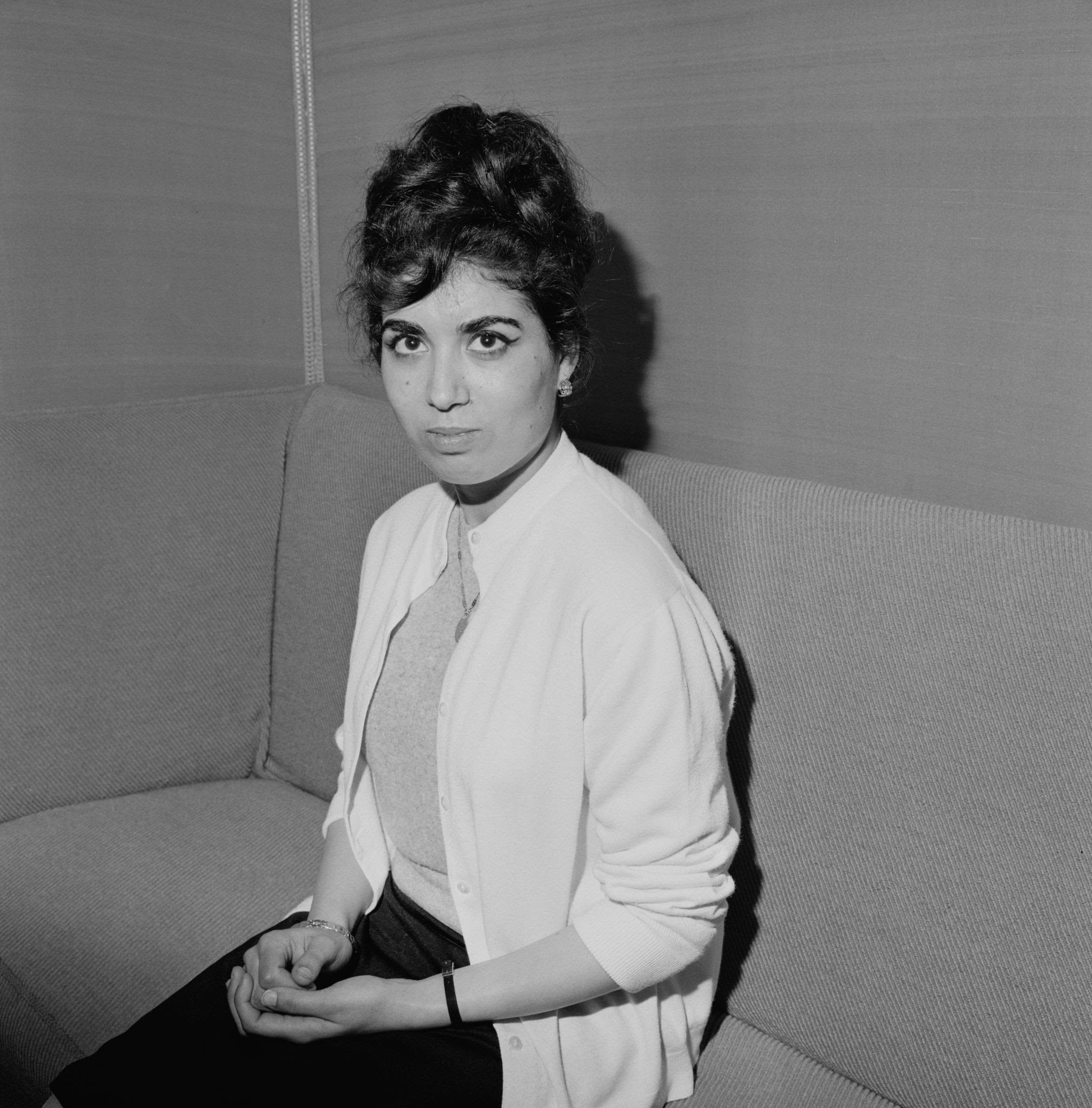
جمیله بوپاشا در سال ۱۹۶۳

جمیله بوپاشا (زاده ۱۰ فوریه ۱۹۳۸) از اعضای مهم جبهه آزادیبخش ملی الجزایر بود که برای آزادی الجزایر تلاش می‌کرد.

## زندگی‌نامه
وی فرزند عبدالعزیز بن محمد انقلابی الجزایری است و در سنت لوژن الجزیره متولد شد. او عضو و چریک مبارز جبهه آزادیبخش ملی الجزایر بود که در سال ۱۹۶۰ دستگیر و در فرانسه زندانی و شکنجه شد. در زندان حسین دی به وسیله آتش سیگار، شوک الکتریکی و … شکنجه و با بطری به وی تجاوز شد؛ لذا او و وکلایش ادعای حیثیت نمودند و دادگاه اعاده حیثیت جمیله بوپاشا به یکی از جنجالی‌ترین محاکمات فرانسه و الجزایر تبدیل شد. وی با استقلال الجزایر آزاد شد.

## حضور در ایران
جمیله بوپاشا، به دعوت عزت‌الله ضرغامی، رئیس رادیو و تلویزیون، به ایران سفر کرد و در صحنه فیلمبرداری آوازهای سرزمین من در رباط کریم حاضر شد.